# Gmina Miękinia
Die Gmina Miękinia ist eine Stadt- und Landgemeinde im Powiat Średzki der Woiwodschaft Niederschlesien in Polen. Ihr Sitz ist die Stadt Miękinia (deutsch: Nimkau) mit etwa 2000 Einwohnern.

## Geschichte
Die Niederschlesisch-Märkische Eisenbahn hatte im Hauptort eine Haltestelle. Mit der Verleihung des Stadtrechts an Miękinia zum 1. Januar 2023 wurde aus der Landgemeinde (gmina wiejska) eine Stadt- und Landgemeinde (gmina miejsko-wiejska).

## Gliederung
Die Stadt- und Landgemeinde Miękinia besteht aus 28 Dörfern (deutsche Namen bis 1945) mit einem Schulzenamt:
| - Białków (Belkau, 1939–1945 Weißenfeld) - Błonie (Groß Heidau) - Brzezina (Groß Bresa) - Brzezinka Średzka (Klein Bresa) - Czerna (Tschirnau) - Gałów (Groß Gohlau) - Głoska (Gloschkau) - Gosławice (Gniefgau) - Kadłub (Kadlau) - Krępice (Krampitz) - Księginice (Kniegnitz) - Lenartowice (Leonhardwitz) - Lubiatów - Lutynia (Leuthen) - Łowęcice (Lobetinz) | - Miękinia (Nimkau) - Mrozów (Nippern) - Pisarzowice (Schreibersdorf) - Piskorzowice (Peiskerwitz) - Prężyce (Brandschütz) - Radakowice (Radaxdorf) - Wilkostów (Wolfsdorf) - Wilkszyn (Wilxen) - Wojnowice (Wohnwitz) - Wróblowice (Frobelwitz) - Zabór Wielki (Groß Saabor, 1939–1945 Hirschwerder) - Zakrzyce (Sagschütz) - Źródła (Borne) - Żurawiniec (Saarawenze) |

### Gemeindepartnerschaften
Die Gemeinde Schwarmstedt in Niedersachsen ist seit 1992 mit der Gmina Miękinia verpartnert.

## Bilder

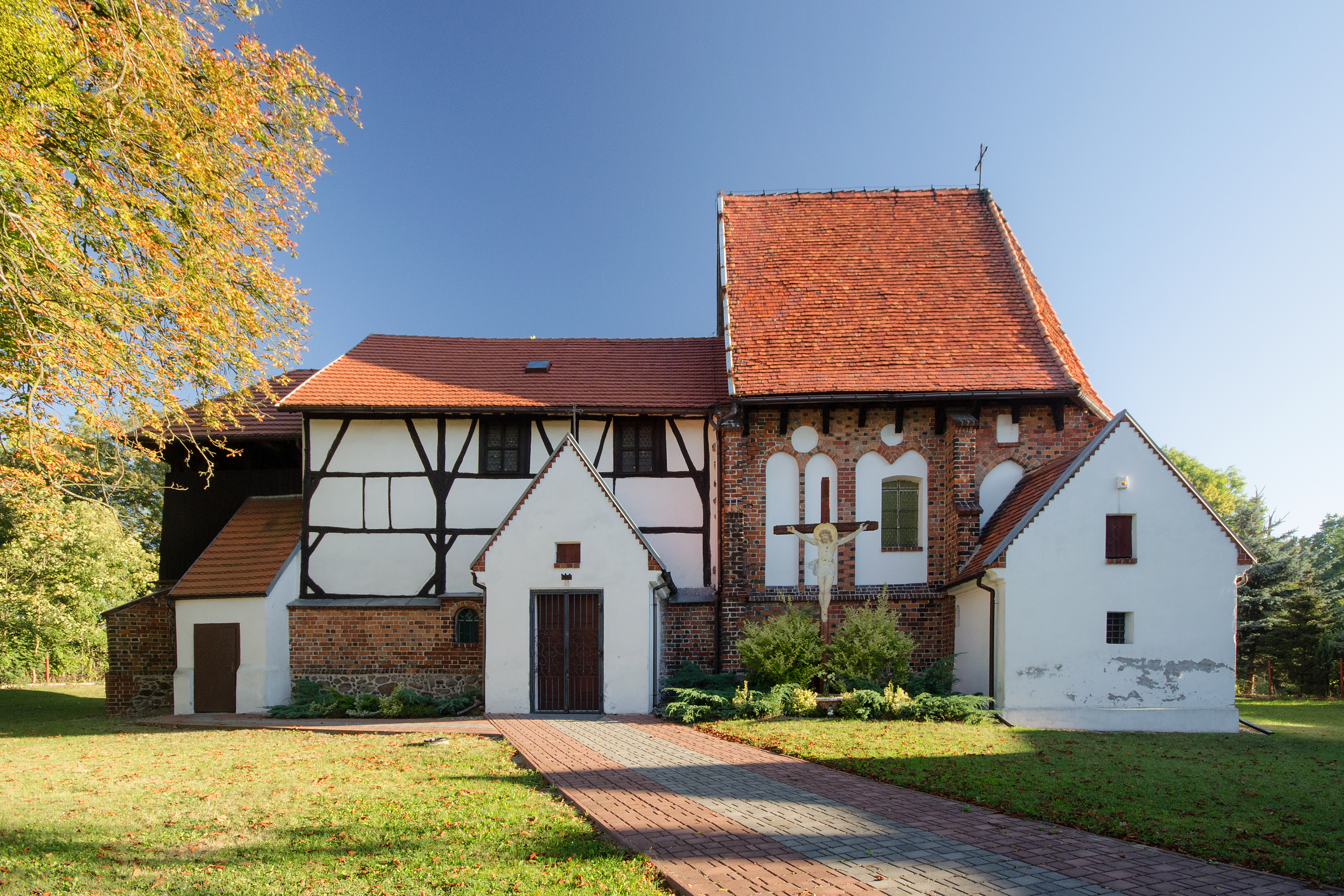
Kirche in Brzezina
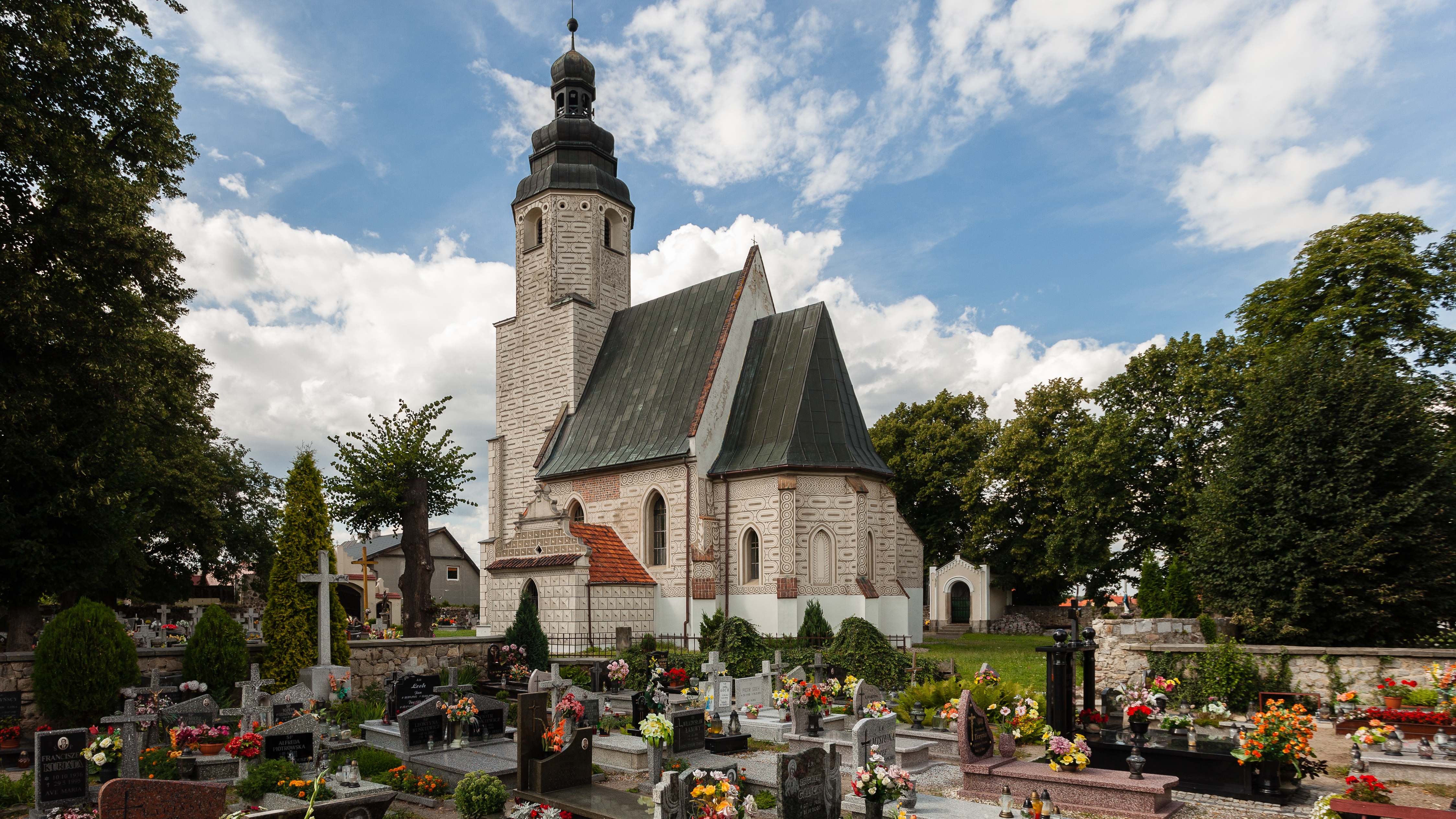
Kirche  in Gałów
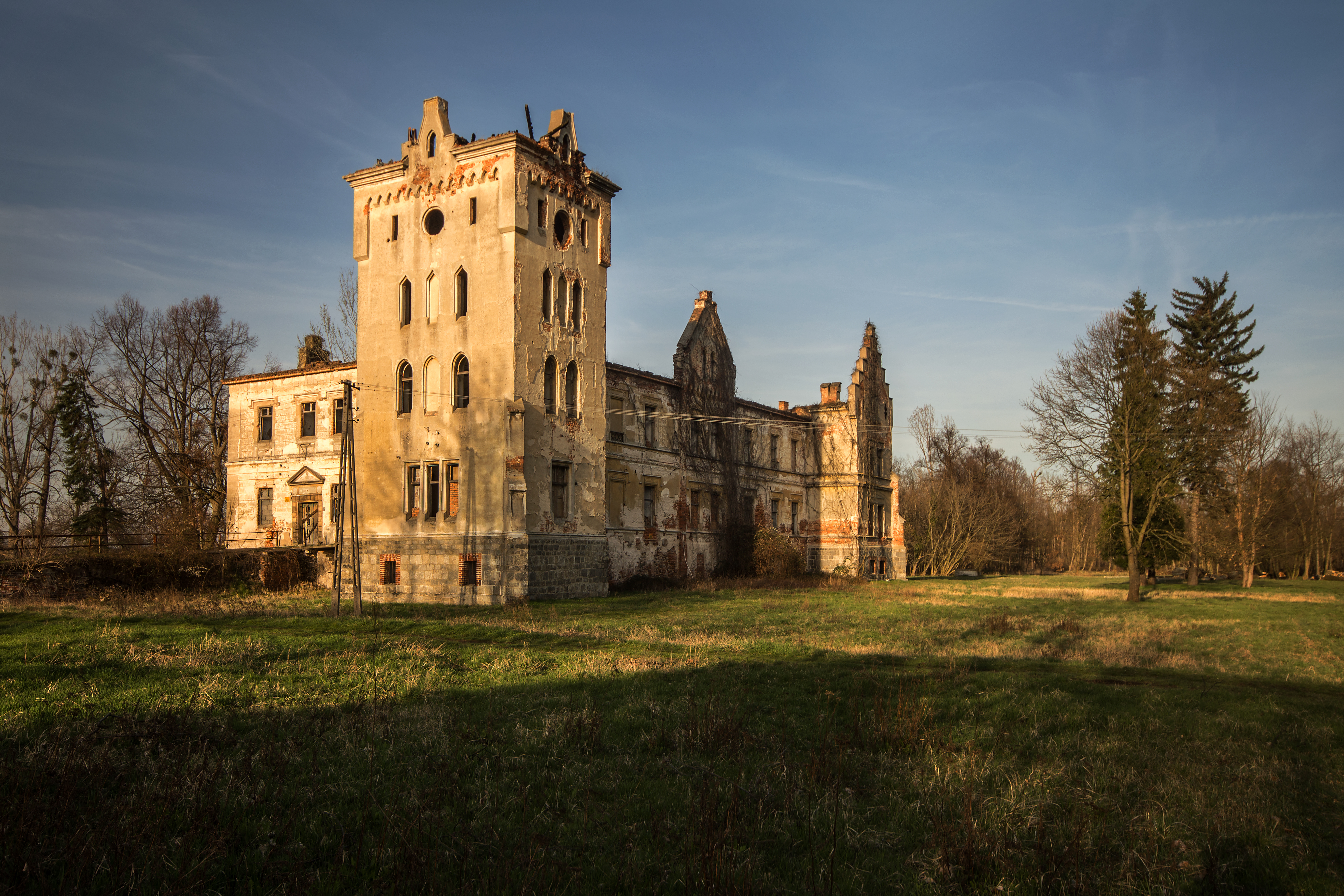
Schlossruine in Gałów
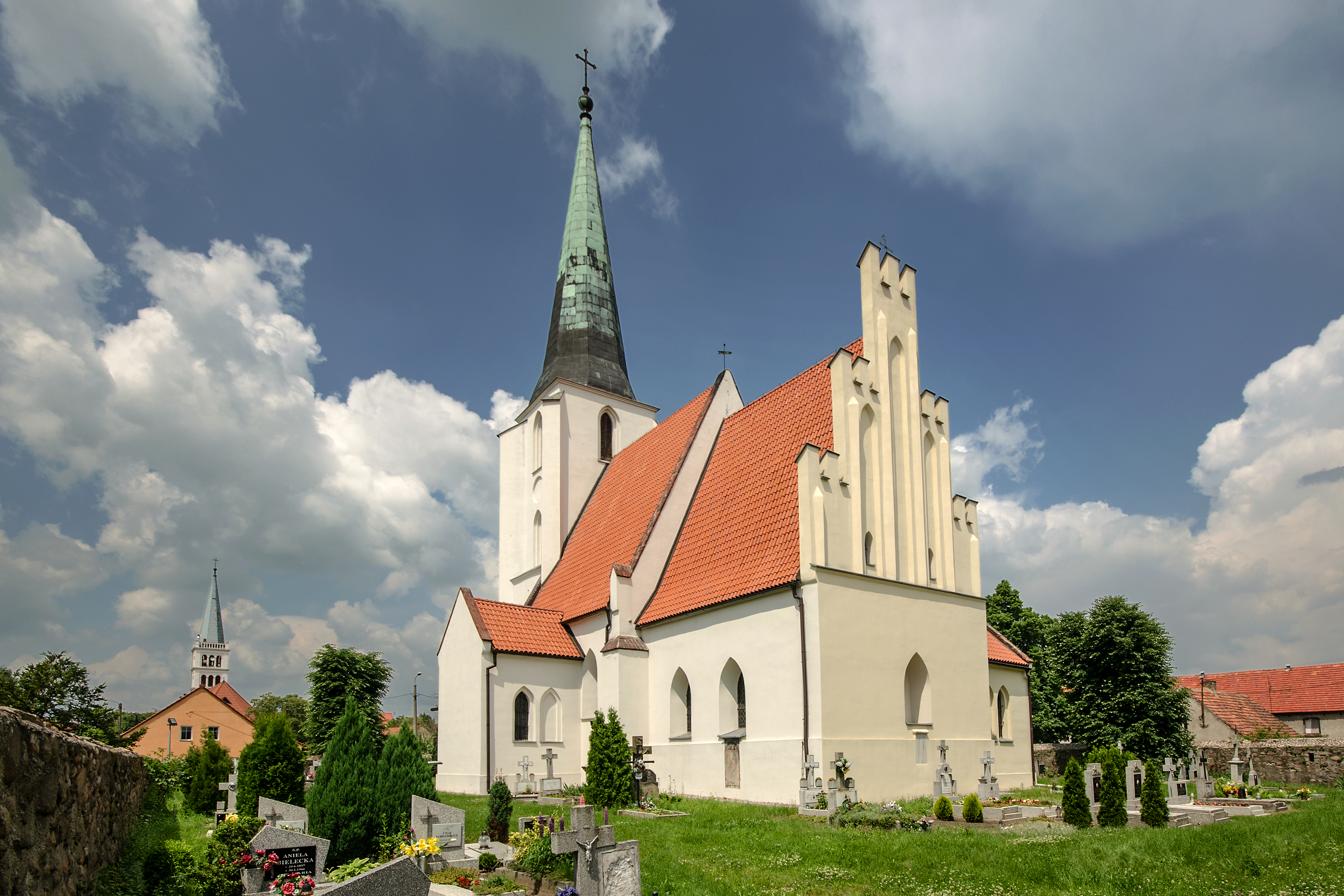
Kirche in Lutynia
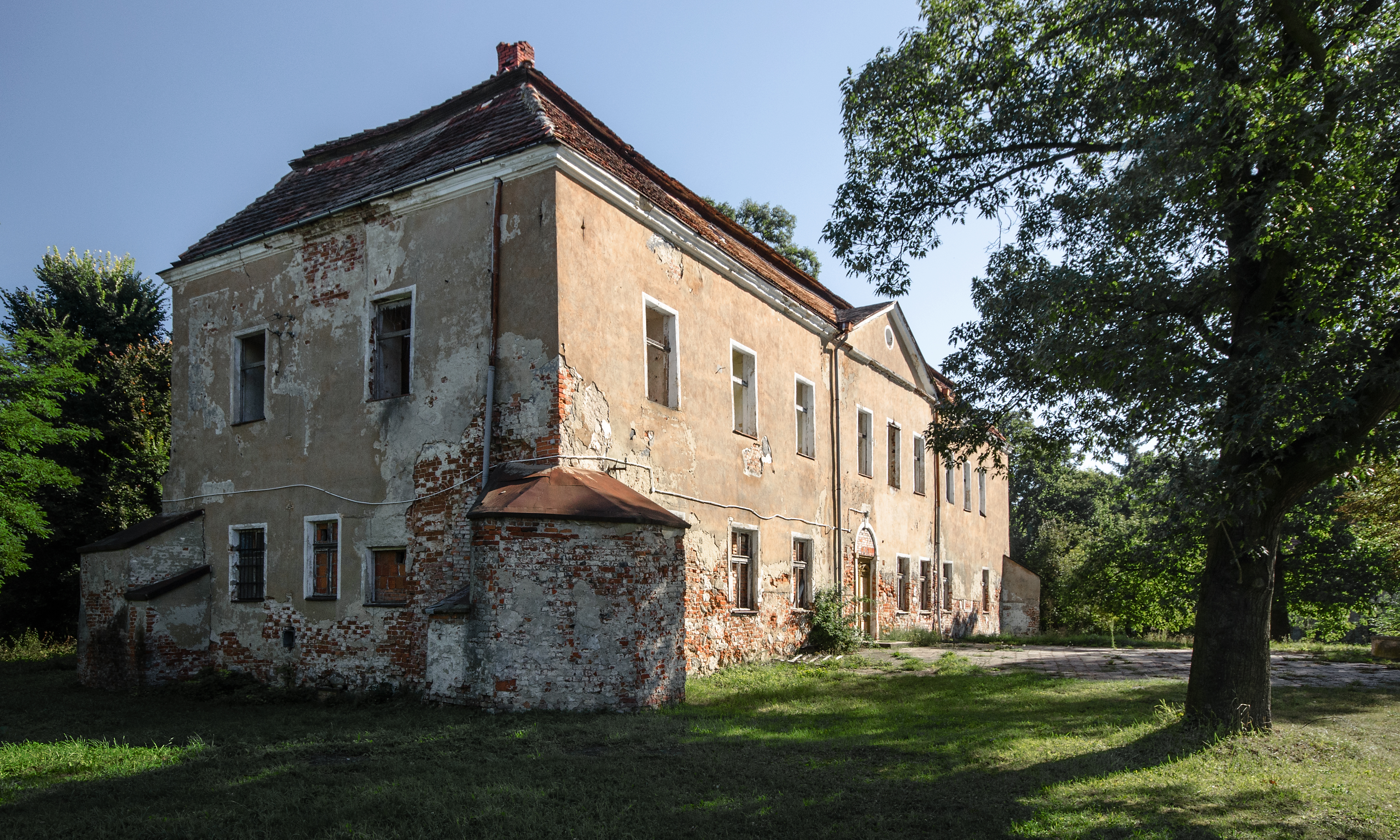
Herrenhaus in Miękinia
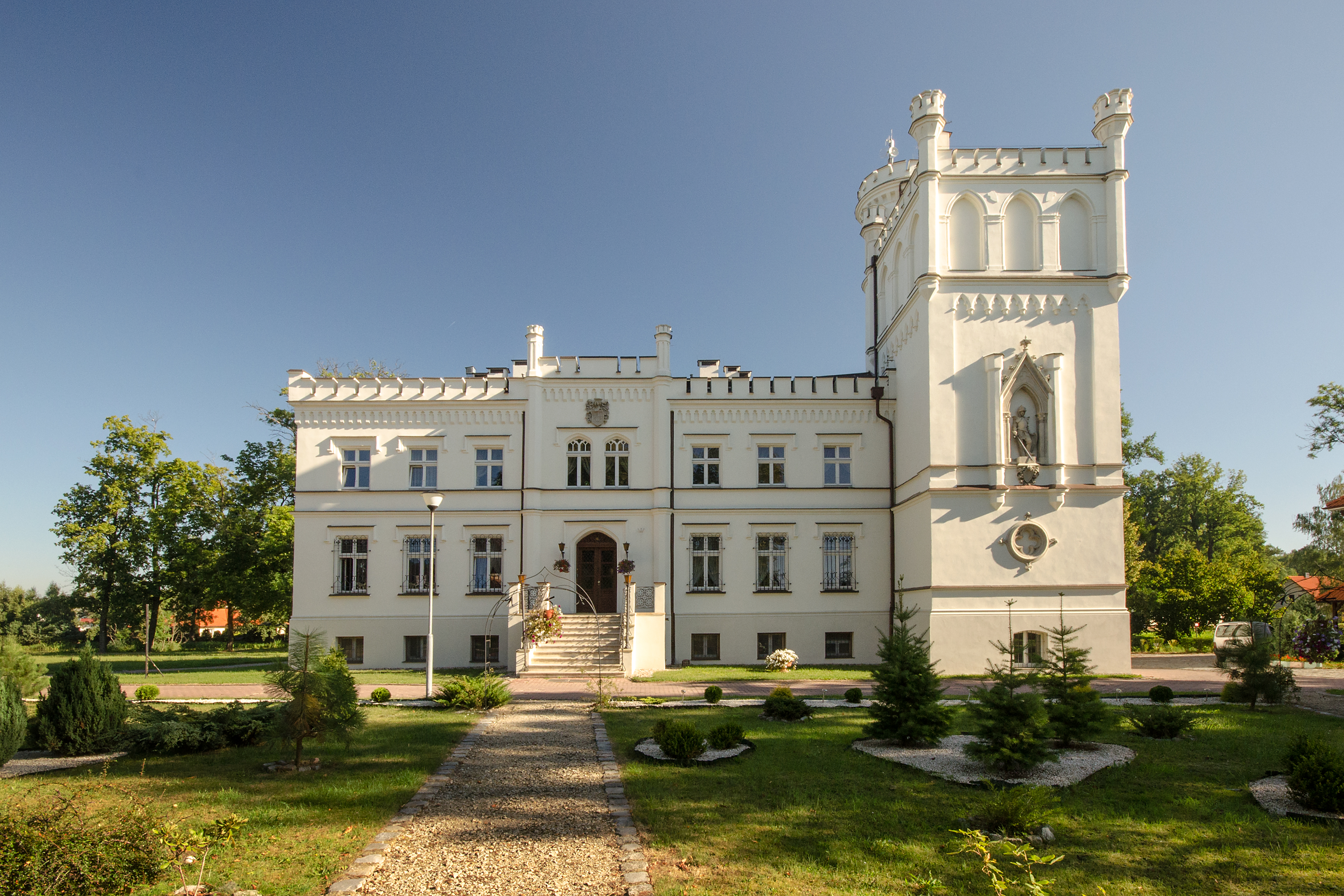
Herrenhaus in Mrozów
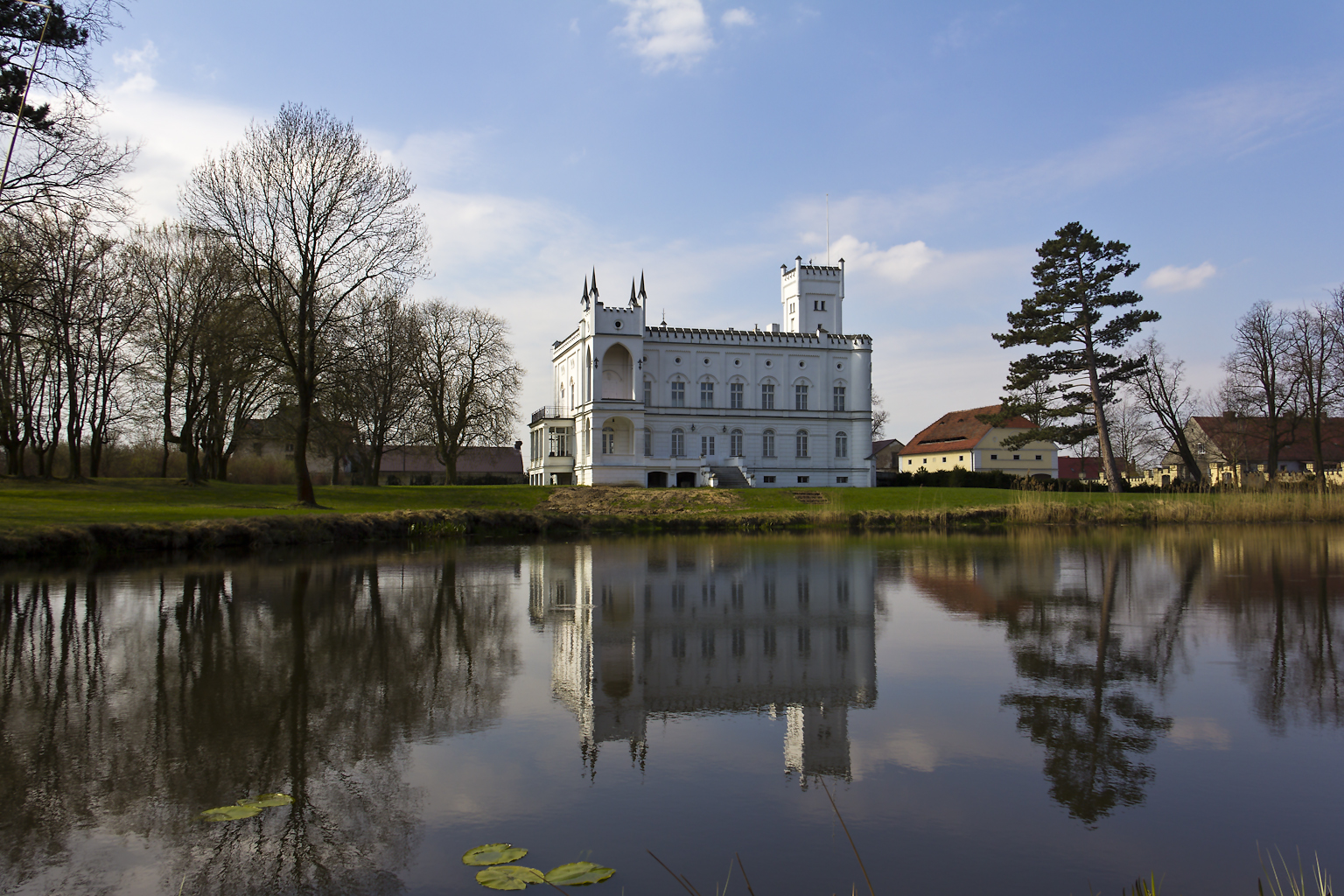
Herrenhaus in Prężyce
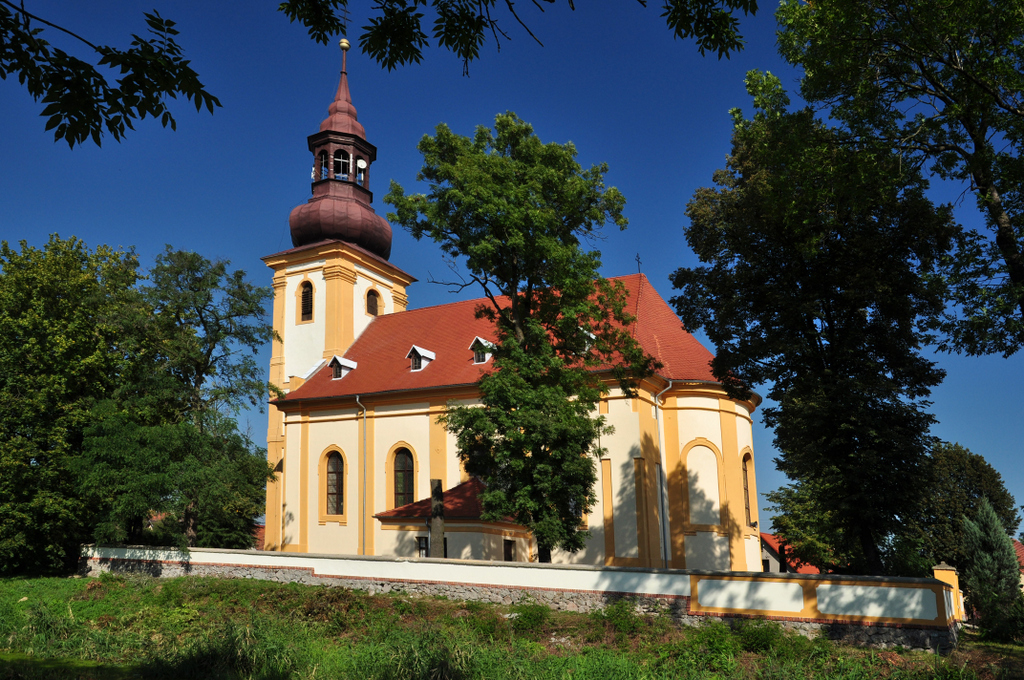
Kirche in Wilkszyn
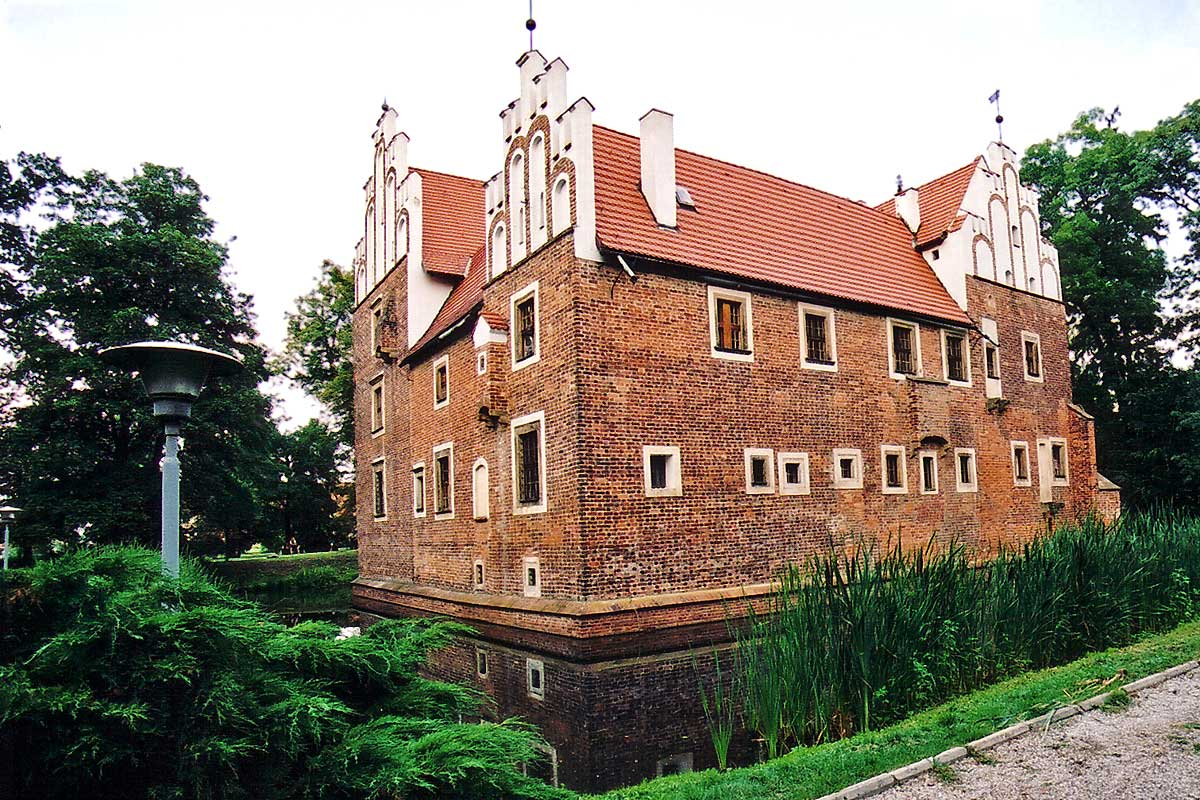
Schloss Wohnwitz in Wojnowice
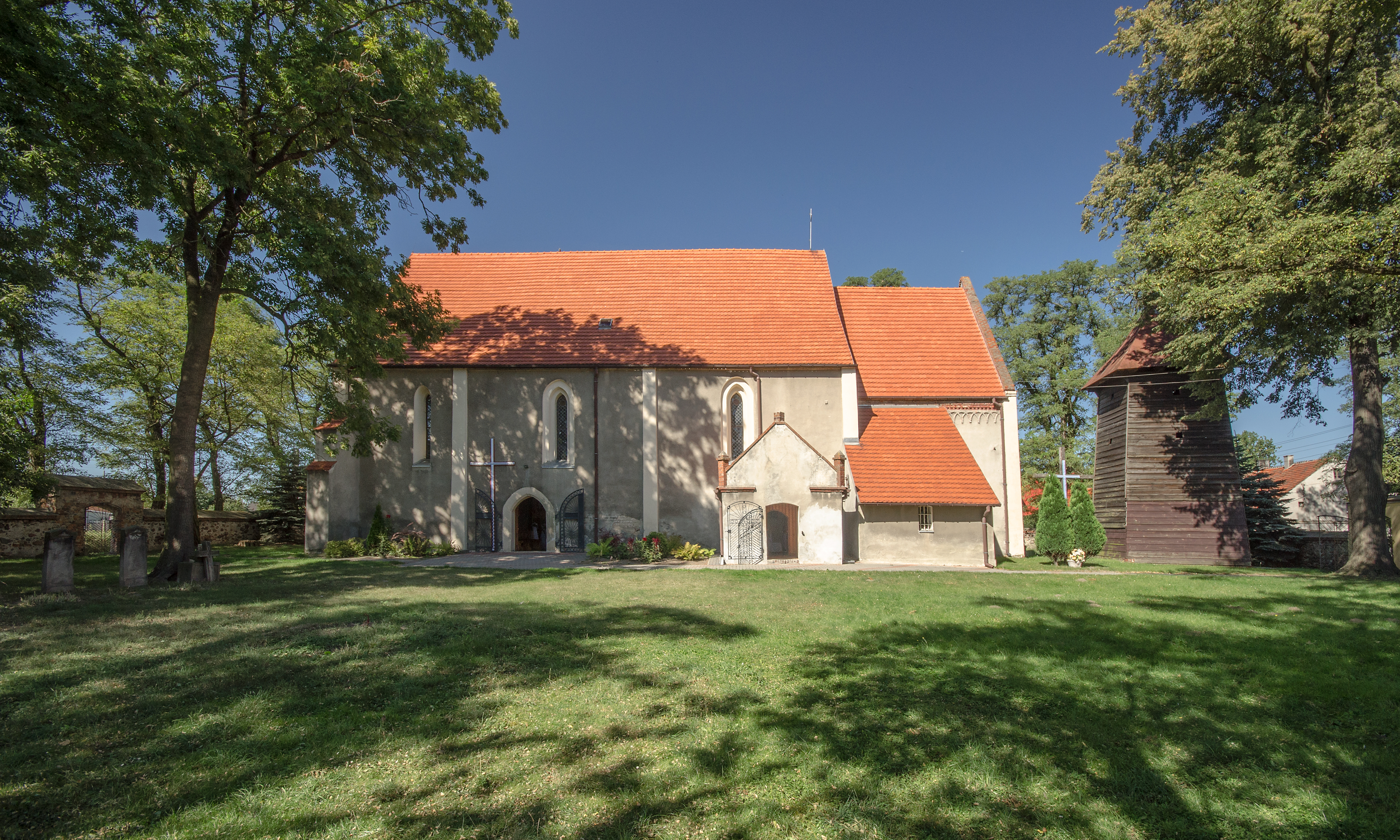
Kirche in Źródła